# Harrimania kupfferi
Harrimania kupfferi är en djurart som tillhör fylumet svalgsträngsdjur, och som först beskrevs av von Willemoes-Suhm 1871.  Harrimania kupfferi ingår i släktet Harrimania och familjen Harrimaniidae. Arten är reproducerande i Sverige. Inga underarter finns listade i Catalogue of Life.